# Список глав Узбекистана

Штандарт президента Узбекистана

Список глав Узбекистана включает лиц, являвшихся главой государства Узбекистана со времени создания в 1924 году Узбекской ССР как союзной республики СССР, объединившей территории бывших Туркестанской АССР, Хорезмской ССР и Бухарской ССР, разделившихся на союзные и автономные республики в ходе национально-территориального размежевания Средней Азии.
Согласно действующей конституции, вступившей в силу в 1992 году, главой государства и верховным главнокомандующим Вооружёнными силами является Президент Республики Узбекистан (узб. Oʻzbekiston Respublikasi Prezidenti), избираемый на пять лет с правом однократного переизбрания.
Использованная в первом столбце таблиц нумерация является условной; также условным является использование в первом столбце цветовой заливки, служащей для упрощения восприятия принадлежности лиц к различным политическим силам без необходимости обращения к столбцу, отражающему партийную принадлежность. В столбце «Выборы» отражены состоявшиеся выборные процедуры или иные основания получения полномочий. Для удобства список разделён на принятые в историографии периоды истории страны. Приведённые в преамбулах к каждому из разделов описания этих периодов призваны пояснить особенности её политической жизни.
В XX веке узбекская письменность 4 раза меняла графическую основу официально используемого алфавита (арабскую до 1929 года, латинскую до 1940 года, кириллическую, до сих пор имеющую широкое, но не официальное распространение в стране, и вновь латинскую, окончательный переход на которую так и не был завершён), что отражало как потребности носителей языка, так и политическую конъюнктуру. По возможности, узбекские имена и наименования государственных должностей и самого государства, приведены в списке с учётом использовавшейся в соответствующий период письменности.

## Узбекская Социалистическая Советская Республика (1924—1936) в составе СССР
В апреле 1917 года после Февральской революции в России власть в регионе перешла к Туркестанскому комитету Временного правительства. Параллельно с этим в Туркестане появились как Советы рабочих и солдатских депутатов, начавшие подготовку к реализации новой революции, так и местные националистические организации. Так, 1 (14) ноября в результате вспыхнувшего восстания в Ташкенте была провозглашена советская власть, предложение местных мусульман о создании коалиционного правительства которой было отвергнуто. В связи с этим 28 ноября (11 декабря) недалеко от Ташкента, в Коканде, в противовес большевикам была провозглашена Кокандская автономия в составе Российской республики, возглавлявшаяся Туркестанским автономным правительством. После уличных боёв 9 (22) февраля 1918 года красногвардейские отряды взяли Коканд, упразднив автономию. 30 апреля Всетуркестанский съезд Советов провозгласил автономией в составе РСФСР Туркестанскую Советскую Федеративную Республику, включившую территорию Туркестанского края. В феврале председатель Туркестанского СНК попытался установить в Бухарском эмирате советскую власть, однако получил отпор от местных войск эмира. В сентябре 1920 года Туркестанский фронт РККА во главе с Михаилом Фрунзе захватил Бухару, где 8 октября была провозглашена Бухарская народная советская республика, преобразованная в сентябре 1924 года в Бухарскую ССР в составе СССР. Ранее, в апреле, в результате восстания в столице Хивинского ханства большевиками была провозглашена Хорезмская НСР, позже вошедшая в состав СССР как Хорезмская ССР.
12 июня 1924 года Среднеазиатское бюро ЦК РКП(б) издало постановление «О национальном размежевании республик Средней Азии». В сентябре Туркестанский ЦИК, Всебухарский и Всехорезмский курултаи (съезды) Советов приняли решение объединить населяющие их народы в государственные образования на основе национального принципа и о будущем вхождении этих образований на договорных началах в СССР. 27 октября ЦИК СССР утвердил принятые ранее решения — из частей Туркестанской АССР, Бухарской и Хорезмской ССР была образована Узбекская Социалистическая Советская Республика (узб. جمهورية أوزبكستان الاشتراكية السوفياتية), в которую также входила Таджикская АССР. 18 ноября в республике был создан высший орган государственной власти — Революционный комитет (Ревком). В феврале 1925 года Ревком сменил Центральный исполнительный комитет. 13 мая государственное образование, являвшееся частью СССР, вошло в его состав как союзная республика, распространив на своей территории действие Договора об образовании СССР. 31 марта 1927 года в республике была принята первая конституция. 16 октября 1929 года Таджикская АССР преобразовалась в союзную республику СССР. 5 декабря 1936 года на чрезвычайном VIII Всесоюзном съезде Советов была принята новая Конституция СССР, в которой было отражено новое название Узбекистана — Узбекская Советская Социалистическая Республика.
|         | Портрет         | Имя (годы жизни) | Полномочия      | Полномочия      | Партия                                            | Наименование должности | Пр.                  |
| Начало  | Портрет         | Имя (годы жизни) | Окончание       |                 | Партия                                            | Наименование должности | Пр.                  |
| ------- | --------------- | --- | --------------- | --------------- | ------------------------------------------------- | --- | -------------------- |
| 1       |                 | Файзулла Губайдуллаевич Ходжаев (1896—1938) узб. فەيزوللا ئۇبەيدوللايۋىچ خوجايف                                     | 18 ноября 1924  | 17 февраля 1925 | Коммунистическая партия (большевиков) Узбекистана | Председатель Революционного комитета Узбекской Социалистической Советской Республики узб. ئوزبيكستان ئيجتيماعى شورالار جومهورييەتى ئنقيلابى قوميتەسينڭ رەئيسى | [ 16 ] [ 17 ] [ 18 ] |
| 2 (I—V) |                 | Юлдаш Ахунбабаевич Ахунбабаев (1885—1943) узб. الرفيق أخونباباجيفيتش أخونباباجيف / Joldaş Axunbabajevic Axunbabajev | 17 февраля 1925 | 31 марта 1927   | Коммунистическая партия (большевиков) Узбекистана | Председатель Центрального исполнительного комитета Советов Узбекской Социалистической Советской Республики узб. ئوزبيكستان ئجتىماعى شورالار جومهورييەتىنڭ مەركەزى ئجرايە كەميتيتى رەئيسى / Ɵzʙekistan Ьçtьmaьj Şora Çymhyrijəti Şoralar Mərkəzij Ьçraьjə Qomьtasьnьꞑ rəisi | [ 19 ] [ 20 ] [ 12 ] |
| 2 (I—V) | 31 марта 1927   | Юлдаш Ахунбабаевич Ахунбабаев (1885—1943) узб. الرفيق أخونباباجيفيتش أخونباباجيف / Joldaş Axunbabajevic Axunbabajev | 10 мая 1929     |                 | Коммунистическая партия (большевиков) Узбекистана | Председатель Центрального исполнительного комитета Советов Узбекской Социалистической Советской Республики узб. ئوزبيكستان ئجتىماعى شورالار جومهورييەتىنڭ مەركەزى ئجرايە كەميتيتى رەئيسى / Ɵzʙekistan Ьçtьmaьj Şora Çymhyrijəti Şoralar Mərkəzij Ьçraьjə Qomьtasьnьꞑ rəisi | [ 19 ] [ 20 ] [ 12 ] |
| 2 (I—V) | 10 мая 1929     | Юлдаш Ахунбабаевич Ахунбабаев (1885—1943) узб. الرفيق أخونباباجيفيتش أخونباباجيف / Joldaş Axunbabajevic Axunbabajev | 28 февраля 1931 |                 | Коммунистическая партия (большевиков) Узбекистана | Председатель Центрального исполнительного комитета Советов Узбекской Социалистической Советской Республики узб. ئوزبيكستان ئجتىماعى شورالار جومهورييەتىنڭ مەركەزى ئجرايە كەميتيتى رەئيسى / Ɵzʙekistan Ьçtьmaьj Şora Çymhyrijəti Şoralar Mərkəzij Ьçraьjə Qomьtasьnьꞑ rəisi | [ 19 ] [ 20 ] [ 12 ] |
| 2 (I—V) | 28 февраля 1931 | Юлдаш Ахунбабаевич Ахунбабаев (1885—1943) узб. الرفيق أخونباباجيفيتش أخونباباجيف / Joldaş Axunbabajevic Axunbabajev | 17 января 1935  |                 | Коммунистическая партия (большевиков) Узбекистана | Председатель Центрального исполнительного комитета Советов Узбекской Социалистической Советской Республики узб. ئوزبيكستان ئجتىماعى شورالار جومهورييەتىنڭ مەركەزى ئجرايە كەميتيتى رەئيسى / Ɵzʙekistan Ьçtьmaьj Şora Çymhyrijəti Şoralar Mərkəzij Ьçraьjə Qomьtasьnьꞑ rəisi | [ 19 ] [ 20 ] [ 12 ] |
| 2 (I—V) | 17 января 1935  | Юлдаш Ахунбабаевич Ахунбабаев (1885—1943) узб. الرفيق أخونباباجيفيتش أخونباباجيف / Joldaş Axunbabajevic Axunbabajev | 5 декабря 1936  |                 | Коммунистическая партия (большевиков) Узбекистана | Председатель Центрального исполнительного комитета Советов Узбекской Социалистической Советской Республики узб. ئوزبيكستان ئجتىماعى شورالار جومهورييەتىنڭ مەركەزى ئجرايە كەميتيتى رەئيسى / Ɵzʙekistan Ьçtьmaьj Şora Çymhyrijəti Şoralar Mərkəzij Ьçraьjə Qomьtasьnьꞑ rəisi | [ 19 ] [ 20 ] [ 12 ] |

## Узбекская Советская Социалистическая Республика (1936—1991) в составе СССР
5 декабря 1936 года на чрезвычайном VIII Всесоюзном съезде Советов была принята новая Конституция СССР, в которой было отражено новое название Узбекистана — Узбекская Советская Социалистическая Республика (узб. Oʻzbekiston Sovet Sotsialistik Respublikasi), в состав которой включена территория Кара-Калпакской АССР, ранее являвшейся автономной республикой РСФСР. В феврале 1937 года VI Всеузбекский съезд Советов принял новую узбекскую конституцию, согласно которой высшим органом государственной власти в республике стал Верховный Совет, избираемый на 4 года.
Во второй половине 1980-х годов на волне «перестройки» в стране проходила либерализация и политика гласности. В марте 1990 года на выборах в Верховном Совете президентом советской республики избран Ислам Каримов. 20 июня Совет принял декларацию «О государственном суверенитете»; 31 августа 1991 года им провозглашена государственная независимость страны, которая стала называться «Республикой Узбекистан».
|           | Портрет        | Имя (годы жизни)                                                                 | Полномочия       | Полномочия | Партия                                            | Наименование должности | Пр.           |
| Начало    | Портрет        | Имя (годы жизни)                                                                 | Окончание        | | Партия                                            | Наименование должности | Пр.           |
| --------- | -------------- | -------------------------------------------------------------------------------- | ---------------- | --- | ------------------------------------------------- | --- | ------------- |
| 2 (V—VI)  |                | Юлдаш Ахунбабаевич Ахунбабаев (1885—1943) узб. Joldaş Axunbabajevic Axunbabajev  | 5 декабря 1936   | 19 июля 1938 | Коммунистическая партия (большевиков) Узбекистана | Председатель Центрального исполнительного комитета Советов Узбекской Советской Социалистической Республики узб. Ɵzʙekistan Ьçtьmaьj Şora Çymhyrijəti Şoralar Mərkəzij Ьçraьjə Qomьtasьnьꞑ rəisi  | [ 19 ] [ 20 ] |
| 2 (V—VI)  | 21 июля 1938   | Юлдаш Ахунбабаевич Ахунбабаев (1885—1943) узб. Joldaş Axunbabajevic Axunbabajev  | 28 февраля 1943  | Председатель Президиума Верховного Совета Узбекской Советской Социалистической Республики узб. Ozʙekstan Sovet Sotsialistik Respuʙlikasiniꞑ Alij Soveti Prezidiuminiꞑ raisi / Ўзбекистон Совет Социалистик Республикаси Олий Совети Президиумининг раиси | Коммунистическая партия (большевиков) Узбекистана | | [ 19 ] [ 20 ] |
| и. о.     |                | Пашша Махмудова (1918—2006) узб. Пошша Маҳмудова                                 | 28 февраля 1943  | 21 марта 1943 | Коммунистическая партия (большевиков) Узбекистана | Заместитель Председателя Президиума Верховного Совета Узбекской Советской Социалистической Республики узб. Ўзбекистон Совет Социалистик Республикаси Олий Совети Президиуми Раисининг ўринбосари | [ 21 ]        |
| 3         |                | Абдували Муминович Муминов (1902—1965) узб. Абдували Мўминович Мўминов           | 21 марта 1943    | 17 марта 1947 | Коммунистическая партия (большевиков) Узбекистана | Председатель Президиума Верховного Совета Узбекской Советской Социалистической Республики узб. Ўзбекистон Совет Социалистик Республикаси Олий Совети Президиумининг раиси                        | [ 22 ]        |
| 4         |                | Амин Ирматович Ниязов (1903—1973) узб. Амин Эрматович Ниёзов                     | 17 марта 1947    | 21 августа 1950 | Коммунистическая партия (большевиков) Узбекистана | Председатель Президиума Верховного Совета Узбекской Советской Социалистической Республики узб. Ўзбекистон Совет Социалистик Республикаси Олий Совети Президиумининг раиси                        | [ 23 ] [ 24 ] |
| 5 (I—III) |                | Шараф Рашидович Рашидов (1917—1983) узб. Шароф Рашидович Рашидов                 | 21 августа 1950  | 17 мая 1951 | Коммунистическая партия (большевиков) Узбекистана | Председатель Президиума Верховного Совета Узбекской Советской Социалистической Республики узб. Ўзбекистон Совет Социалистик Республикаси Олий Совети Президиумининг раиси                        | [ 25 ] [ 26 ] |
| 5 (I—III) | 17 мая 1951    | Шараф Рашидович Рашидов (1917—1983) узб. Шароф Рашидович Рашидов                 | 25 марта 1955    | | Коммунистическая партия (большевиков) Узбекистана | Председатель Президиума Верховного Совета Узбекской Советской Социалистической Республики узб. Ўзбекистон Совет Социалистик Республикаси Олий Совети Президиумининг раиси                        | [ 25 ] [ 26 ] |
| 5 (I—III) | 25 марта 1955  | Шараф Рашидович Рашидов (1917—1983) узб. Шароф Рашидович Рашидов                 | 24 марта 1959    | Коммунистическая партия Узбекистана |                                                   | Председатель Президиума Верховного Совета Узбекской Советской Социалистической Республики узб. Ўзбекистон Совет Социалистик Республикаси Олий Совети Президиумининг раиси                        | [ 25 ] [ 26 ] |
| 6 (I—III) |                | Ядгар Садыковна Насриддинова (1920—2006) узб. Ёдгор Содиқовна Насриддинова       | 24 марта 1959    | Коммунистическая партия Узбекистана | 22 марта 1963                                     | Председатель Президиума Верховного Совета Узбекской Советской Социалистической Республики узб. Ўзбекистон Совет Социалистик Республикаси Олий Совети Президиумининг раиси                        | [ 27 ] [ 28 ] |
| 6 (I—III) | 22 марта 1963  | Ядгар Садыковна Насриддинова (1920—2006) узб. Ёдгор Содиқовна Насриддинова       | 13 апреля 1967   | Коммунистическая партия Узбекистана |                                                   | Председатель Президиума Верховного Совета Узбекской Советской Социалистической Республики узб. Ўзбекистон Совет Социалистик Республикаси Олий Совети Президиумининг раиси                        | [ 27 ] [ 28 ] |
| 6 (I—III) | 13 апреля 1967 | Ядгар Садыковна Насриддинова (1920—2006) узб. Ёдгор Содиқовна Насриддинова       | 25 сентября 1970 | Коммунистическая партия Узбекистана |                                                   | Председатель Президиума Верховного Совета Узбекской Советской Социалистической Республики узб. Ўзбекистон Совет Социалистик Республикаси Олий Совети Президиумининг раиси                        | [ 27 ] [ 28 ] |
| 7 (I—III) |                | Назар Маткаримович Матчанов (1923—2010) узб. Назар Маткаримович Матчонов         | 25 сентября 1970 | Коммунистическая партия Узбекистана | 15 июля 1971                                      | Председатель Президиума Верховного Совета Узбекской Советской Социалистической Республики узб. Ўзбекистон Совет Социалистик Республикаси Олий Совети Президиумининг раиси                        | [ 29 ] [ 30 ] |
| 7 (I—III) | 15 июля 1971   | Назар Маткаримович Матчанов (1923—2010) узб. Назар Маткаримович Матчонов         | 2 июля 1975      | Коммунистическая партия Узбекистана |                                                   | Председатель Президиума Верховного Совета Узбекской Советской Социалистической Республики узб. Ўзбекистон Совет Социалистик Республикаси Олий Совети Президиумининг раиси                        | [ 29 ] [ 30 ] |
| 7 (I—III) | 2 июля 1975    | Назар Маткаримович Матчанов (1923—2010) узб. Назар Маткаримович Матчонов         | 20 декабря 1978  | Коммунистическая партия Узбекистана |                                                   | Председатель Президиума Верховного Совета Узбекской Советской Социалистической Республики узб. Ўзбекистон Совет Социалистик Республикаси Олий Совети Президиумининг раиси                        | [ 29 ] [ 30 ] |
| 8 (I—II)  |                | Инамжон Бузрукович Усманходжаев (1930—2017) узб. Иномжон Бузрукович Усмонхўжаев  | 20 декабря 1978  | Коммунистическая партия Узбекистана | 14 марта 1980                                     | Председатель Президиума Верховного Совета Узбекской Советской Социалистической Республики узб. Ўзбекистон Совет Социалистик Республикаси Олий Совети Президиумининг раиси                        | [ 31 ]        |
| 8 (I—II)  | 14 марта 1980  | Инамжон Бузрукович Усманходжаев (1930—2017) узб. Иномжон Бузрукович Усмонхўжаев  | 20 декабря 1983  | Коммунистическая партия Узбекистана |                                                   | Председатель Президиума Верховного Совета Узбекской Советской Социалистической Республики узб. Ўзбекистон Совет Социалистик Республикаси Олий Совети Президиумининг раиси                        | [ 31 ]        |
| 9 (I—II)  |                | Акил Умурзакович Салимов (1928—2014) узб. Акил Умурзакович Салимов               | 20 декабря 1983  | Коммунистическая партия Узбекистана | 30 марта 1985                                     | Председатель Президиума Верховного Совета Узбекской Советской Социалистической Республики узб. Ўзбекистон Совет Социалистик Республикаси Олий Совети Президиумининг раиси                        | [ 32 ]        |
| 9 (I—II)  | 30 марта 1985  | Акил Умурзакович Салимов (1928—2014) узб. Акил Умурзакович Салимов               | 5 декабря 1986   | Коммунистическая партия Узбекистана |                                                   | Председатель Президиума Верховного Совета Узбекской Советской Социалистической Республики узб. Ўзбекистон Совет Социалистик Республикаси Олий Совети Президиумининг раиси                        | [ 32 ]        |
| 10        |                | Рафик Нишанович Нишанов (1926—2023) узб. Рафиқ Нишонович Нишонов                 | 5 декабря 1986   | Коммунистическая партия Узбекистана | 9 апреля 1988                                     | Председатель Президиума Верховного Совета Узбекской Советской Социалистической Республики узб. Ўзбекистон Совет Социалистик Республикаси Олий Совети Президиумининг раиси                        | [ 33 ]        |
| 11        |                | Пулат Киргизбаевич Хабибуллаев (1936—2010) узб. Пўлат Қирғизбоевич Ҳабибуллаев   | 9 апреля 1988    | Коммунистическая партия Узбекистана | 6 марта 1989                                      | Председатель Президиума Верховного Совета Узбекской Советской Социалистической Республики узб. Ўзбекистон Совет Социалистик Республикаси Олий Совети Президиумининг раиси                        | [ 34 ]        |
| 12        |                | Мирзаолим Ибрагимович Ибрагимов (1928—2014) узб. Мирзаолим Иброҳимович Иброҳимов | 6 марта 1989     | Коммунистическая партия Узбекистана | 24 марта 1990                                     | Председатель Президиума Верховного Совета Узбекской Советской Социалистической Республики узб. Ўзбекистон Совет Социалистик Республикаси Олий Совети Президиумининг раиси                        | [ 35 ]        |
| 13 (I)    |                | Ислам Абдуганиевич Каримов (1938—2016) узб. Ислом Абдуғаниевич Каримов           | 24 марта 1990    | Коммунистическая партия Узбекистана | 31 августа 1991                                   | Президент Узбекской Советской Социалистической Республики узб. Ўзбекистон Совет Социалистик Республикасининг Президенти                                                                          | [ 36 ] [ 37 ] |

## Республика Узбекистан (с 1991)
В марте 1990 года на выборах в Верховном Совете президентом советской республики избран Ислам Каримов. 20 июня Совет принял декларацию «О государственном суверенитете»; 31 августа 1991 года им провозглашена государственная независимость страны, изменив её название на Республику Узбекистан (узб. Oʻzbekiston Respublikasi). 29 декабря независимость от СССР подтверждена решением всенародного референдума. В тот же день состоялись выборы, на которых президентом Республики Узбекистан (узб. Oʻzbekiston Respublikasi Prezidenti) вновь избран Каримов.
В декабре 1992 года Верховный Совет принял конституцию, предусматривавшую создание нового органа законодательной власти —
Олий Мажлиса. В 1995 году в республике прошёл референдум о продлении президентского срока Каримова на 5 лет дополнительно к пятилетнему сроку согласно конституции (референдум получил поддержку
99,6 % голосов избирателей). В 2002 году прошёл третий референдум, внёсший поправки в Конституцию, продливавшие срок президентских полномочий с пяти лет до семи. В 2007 и 2015 годах Каримов вновь баллотировался на выборах и переизбирался президентом.
|                | Портрет         | Имя (годы жизни)                                                                | Полномочия      | Полномочия                                      | Партия                                               | Выборы                                                                  | Наименование должности                                                                                                | Пр.                  |
| Начало         | Портрет         | Имя (годы жизни)                                                                | Окончание       |                                                 | Партия                                               | Выборы                                                                  | Наименование должности                                                                                                | Пр.                  |
| -------------- | --------------- | ------------------------------------------------------------------------------- | --------------- | ----------------------------------------------- | ---------------------------------------------------- | ----------------------------------------------------------------------- | --- | -------------------- |
| 13 (I—V)       |                 | Ислам Абдуганиевич Каримов (1938—2016) узб. Islom Abdugʻaniyevich Karimov       | 31 августа 1991 | 4 января 1992                                   | Коммунистическая партия Узбекистана                  | (1990)                                                                  | Президент Республики Узбекистан узб. Ўзбекистон Республикаси Президенти                                               | [ 36 ] [ 39 ] [ 40 ] |
|                | 4 января 1992   | Ислам Абдуганиевич Каримов (1938—2016) узб. Islom Abdugʻaniyevich Karimov       | 22 января 2000  | Народно-демократическая партия Узбекистана      | 1991                                                 |                                                                         | Президент Республики Узбекистан узб. Ўзбекистон Республикаси Президенти                                               | [ 36 ] [ 39 ] [ 40 ] |
|                | 22 января 2000  | Ислам Абдуганиевич Каримов (1938—2016) узб. Islom Abdugʻaniyevich Karimov       | 16 января 2008  | Национально-демократическая партия «Фидокорлар» | 2000                                                 |                                                                         | Президент Республики Узбекистан узб. Ўзбекистон Республикаси Президенти                                               | [ 36 ] [ 39 ] [ 40 ] |
|                | 16 января 2008  | Ислам Абдуганиевич Каримов (1938—2016) узб. Islom Abdugʻaniyevich Karimov       | 10 апреля 2015  | Либерально-демократическая партия Узбекистана   | 2007                                                 |                                                                         | Президент Республики Узбекистан узб. Ўзбекистон Республикаси Президенти                                               | [ 36 ] [ 39 ] [ 40 ] |
| 10 апреля 2015 | 2 сентября 2016 | Ислам Абдуганиевич Каримов (1938—2016) узб. Islom Abdugʻaniyevich Karimov       | 2015            | Либерально-демократическая партия Узбекистана   |                                                      |                                                                         | Президент Республики Узбекистан узб. Ўзбекистон Республикаси Президенти                                               | [ 36 ] [ 39 ] [ 40 ] |
| и. о.          |                 | Нигматилла Тулкинович Йулдошев (1962—) узб. Nigʻmatilla Toʻlqinovich Yoʻldoshev | 2 сентября 2016 | 8 сентября 2016                                 | Демократическая партия Узбекистана «Миллий тикланиш» | [ комм. 10 ]                                                            | Председатель Сената Олий Мажлиса Республики Узбекистан узб. Ўзбекистон Республикаси Олий Мажлиси Сенатининг раиси     | [ 41 ] [ 42 ] [ 43 ] |
| и. о.          |                 | Шавкат Миромонович Мирзиёев (1957—) узб. Shavkat Miromonovich Mirziyoyev        | 8 сентября 2016 | 14 декабря 2016                                 | Демократическая партия Узбекистана «Миллий тикланиш» | [ комм. 11 ]                                                            | Исполняющий обязанности Президента Республики Узбекистан узб. Ўзбекистон Республикаси Президенти вазифасини бажарувчи | [ 44 ] [ 45 ] [ 46 ] |
| 14 (I—III)     | 14 декабря 2016 | Шавкат Миромонович Мирзиёев (1957—) узб. Shavkat Miromonovich Mirziyoyev        | 6 ноября 2021   | Либерально-демократическая партия Узбекистана   | 2016                                                 | Президент Республики Узбекистан узб. Ўзбекистон Республикаси Президенти | | [ 44 ] [ 45 ] [ 46 ] |
| 14 (I—III)     | 6 ноября 2021   | Шавкат Миромонович Мирзиёев (1957—) узб. Shavkat Miromonovich Mirziyoyev        | 14 июля 2023    | Либерально-демократическая партия Узбекистана   | 2021                                                 | Президент Республики Узбекистан узб. Ўзбекистон Республикаси Президенти | | [ 44 ] [ 45 ] [ 46 ] |
| 14 (I—III)     | 14 июля 2023    | Шавкат Миромонович Мирзиёев (1957—) узб. Shavkat Miromonovich Mirziyoyev        | действующий     | Либерально-демократическая партия Узбекистана   | 2023                                                 | Президент Республики Узбекистан узб. Ўзбекистон Республикаси Президенти | | [ 44 ] [ 45 ] [ 46 ] |